# Paul Tierney
Paul Tierney (Salford, Inglaterra, 15 de septiembre de 1982) es un exfutbolista inglés nacionalizado irlandés. Jugaba de volante y su primer equipo fue Manchester United.

## Clubes
| Club                 | País                  | Año       |
| -------------------- | --------------------- | --------- |
| Manchester United    | Bandera de Inglaterra | 2000-2002 |
| Crewe Alexandra F.C. | Bandera de Inglaterra | 2002-2003 |
| Colchester United    | Bandera de Inglaterra | 2004      |
| Bradford City AFC    | Bandera de Inglaterra | 2004-2005 |
| Livingston FC        | Bandera de Escocia    | 2005-2006 |
| Blackpool FC         | Bandera de Inglaterra | 2006-2007 |
| Stockport County     | Bandera de Inglaterra | 2007-2008 |
| Altrincham FC        | Bandera de Inglaterra | 2008-2009 |